# Anja Reinalter

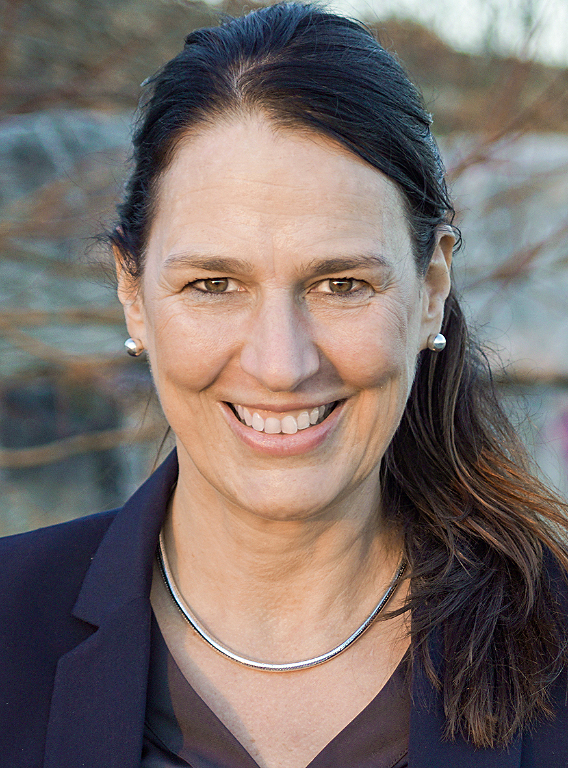
Anja Reinalter (2021)

Anja Margit Reinalter (* 1. Mai 1970 in Laupheim) ist eine deutsche Erziehungswissenschaftlerin, Hochschullehrerin und Politikerin der Partei Bündnis 90/Die Grünen und seit 2021 Mitglied des Deutschen Bundestages.

## Werdegang
Nach dem Abitur 1989 am Carl-Laemmle-Gymnasium Laupheim absolvierte Reinalter ein Studium der Erziehungswissenschaften an der Universität Frankfurt am Main. Dort wurde sie 2017 auch mit der Dissertation „Doing birth“ – Entscheidung zwischen klinischer und außerklinischer Geburt im Spannungsfeld von Selbstbestimmung und Sicherheitsbedürfnis: explorative Analyse und vergleichende Untersuchung von Kriterien für Geburtsvarianten im ländlichen Raum zu Beginn des 21. Jahrhunderts promoviert.
Berufliche Pflegetätigkeiten für Menschen mit Behinderung und Lehrerin für Berufliche Schulen – Schwerpunkt: Ausbildung von Erziehern und Pflegefachkräften folgten. Danach war sie Lehrbeauftragte an der Hochschule Ravensburg-Weingarten und an der Katholischen Stiftungshochschule Benediktbeuern. Seit 2020 hat sie eine Professur für Soziale Arbeit mit dem Schwerpunkt Jugendarbeit an der Hochschule Kempten inne.
Sie ist verheiratet und Mutter von drei Kindern.

## Politische Laufbahn

### Kommunalpolitik und Bündnis 90/Die Grünen
Reinalter war Fraktionsvorsitzende im Gemeinderat von Laupheim und Mitglied im Kreistag des Landkreises Biberach sowie im Kreisvorstand im Landkreis Biberach von Bündnis 90/Die Grünen. Von 2017 bis 2021 war sie Mitglied im Landesvorstand von Bündnis 90/Die Grünen Baden-Württemberg. 
Zudem war sie von November 2019 bis Ende 2020 Erste Vorsitzende des Landesfrauenrats Baden-Württemberg.

### Deutscher Bundestag
Am 26. September 2021 wurde sie über die Landesliste in den Bundestag gewählt. Sie war im 20. Deutschen Bundestag Mitglied im Fraktionsvorstand ihrer Partei und wurde am 7. Dezember 2021 zur Parlamentarischen Geschäftsführerin ihrer Bundestagsfraktion gewählt. Seit März 2024 war sie zudem Sprecherin für Bildung, Forschung und Technikfolgenabschätzung ihrer Fraktion.
Bei der Bundestagswahl 2025 schaffte sie über die Landesliste erneut den Einzug ins Parlament. Im 21. Deutschen Bundestag ist sie ordentliches Mitglied im Ausschuss für Bildung, Familie, Senioren, Frauen und Jugend, im Ausschuss für Forschung, Technologie, Raumfahrt und Technikfolgenabschätzung sowie im Ältestenrat. Außerdem ist sie stellvertretendes Mitglied im Ausschuss für Wohnen, Stadtentwicklung, Bauwesen und Kommunen.

## Auszeichnungen
- 2011: Helene-Weber-Preis[8]